# Jaculus orientalis
El jerbo oriental (Jaculus orientalis) es una especie de roedor de la familia Dipodidae.

## Distribución geográfica
Se encuentran en Argelia, Egipto, Israel, Libia, Marruecos, Arabia Saudita y Túnez.

## Hábitat
Su hábitat natural son: zonas subtropicales o tropicales matorrales secos, playas de arena, y tierras de cultivo.